# Cantone di Pézenas
Il Cantone di Pézenas è una divisione amministrativa dell'arrondissement di Béziers.
A seguito della riforma approvata con decreto del 26 febbraio 2014, che ha avuto attuazione dopo le elezioni dipartimentali del 2015, è passato da 5 a 15 comuni.

## Composizione
I 5 comuni facenti parte prima della riforma del 2014 erano:
- Caux
- Nézignan-l'Évêque
- Pézenas
- Saint-Thibéry
- Tourbes

Dal 2015 i comuni appartenenti al cantone sono i seguenti 15:
- Abeilhan
- Alignan-du-Vent
- Castelnau-de-Guers
- Caux
- Coulobres
- Florensac
- Montblanc
- Nézignan-l'Évêque
- Pézenas
- Pinet
- Pomérols
- Puissalicon
- Saint-Thibéry
- Tourbes
- Valros